# Сборная Северных Марианских Островов по футболу
Сборная Северных Марианских Островов по футболу (англ. Northern Mariana Islands national football team) — национальная сборная, представляющая Северные Марианские Острова на международной футбольной арене. Первый официальный матч сыграла в 2007 году.
Является членом Федерации футбола Восточной Азии и ассоциированным членом Азиатской конфедерации футбола, но не имеет членства ФИФА. Управляется национальной Футбольной федерацией Северных Марианских Островов, которая располагается в городе Гарапан на острове Сайпан.

## История выступлений
| Дата           | Место проведения            | Соперник  | Результат |
| 4 июля 2016    | Гуам                        | Монголия  | 0:8       |
| 2 июля 2016    | Гуам                        | Макао     | 1:3       |
| 30 июня 2016   | Гуам                        | Тайвань   | 1:8       |
| 25 июля 2014   | Гуам                        | Гуам      | 0:5       |
| 23 июля 2014   | Гуам                        | Макао     | 2:1       |
| 21 июля 2014   | Гуам                        | Монголия  | 0:4       |
| 6 марта 2013   | Непал                       | Бангладеш | 0:4       |
| 4 марта 2013   | Непал                       | Палестина | 0:9       |
| 2 марта 2013   | Непал                       | Непал     | 0:6       |
| 24 ноября 2012 | Гуам                        | Гуам      | 0:8       |
| 20 июля 2012   | Гуам                        | Макао     | 1:5       |
| 18 июля 2012   | Гуам                        | Гуам      | 1:3       |
| 19 июня 2010   | Северные Марианские Острова | Гуам      | 1:1       |
| 15 марта 2009  | Гуам                        | Монголия  | 1:4       |
| 13 марта 2009  | Гуам                        | Гуам      | 1:2       |
| 11 марта 2009  | Гуам                        | Макао     | 1:6       |
| 1 апреля 2007  | Гуам                        | Гуам      | 0:9       |
| 25 марта 2007  | Северные Марианские Острова | Гуам      | 2:3       |

### Товарищеские матчи
Сборная провела два товарищеских матча. 19 июня 2010 года сборная принимала Гуам, счёт матча 1:1. 24 ноября 2012 года сборная проиграла Гуаму в гостях, счёт матча 0:8.

### Восточноазиатский чемпионат
Сборная дебютировала на Восточноазиатском чемпионате 2008 в 2007 году, проиграв в предварительном раунде Гуаму 2:3 дома и 0:9 в гостях. Игры состоялись 25 марта и 1 апреля 2007 года.
В 2009 году сборная второй раз участвовала в Восточноазиатском чемпионате 2010. Отборочный турнир, который проходил в Гуаме с 11 по 15 марта 2009 года, сборная не прошла, заняв последнее место и проиграв все три матча с общим счётом 3:12.
В 2012 году сборная третий раз участвовала в Восточноазиатском чемпионате 2013. Отборочный турнир, который проходил в Гуаме с 18 по 22 июля 2012 года, сборная не прошла, заняв последнее место и проиграв оба матча с общим счётом 2:8.
В 2014 году сборная в четвёртый раз участвовала в Восточноазиатском чемпионате 2015. Отборочный турнир, который проходил в Гуаме с 21 по 25 июля 2014 года, сборная не прошла, заняв последнее место, проиграв два матча и сенсационно победив Макао в одном матче со счетом 2:1. Общая разница мячей в отборочном турнире 2:10.
В 2016 году сборная в пятый раз участвовала в Восточноазиатском чемпионате 2016. Отборочный турнир, который проходил в Гуаме с 30 июня по 4 июля 2016 года, сборная не прошла, заняв последнее место в группе из 4 команд и проиграв все три матча: Тайваню 1:8; Макао 1:3; Монголии 0:8.

### Кубок вызова АФК 2014
2 марта 2013 года сборная дебютировала на Кубке вызова АФК 2014. Отборочный турнир, который проходил в Непале с 2 по 6 марта 2013 года, сборная не прошла, заняв последнее место и проиграв все три матча с общим счётом 0:19.

### Главные тренеры
- Ку Луам Кхен руководил мужской и женской сборной с марта 2007 года до марта 2013 года[13].
- Николас Суэйм руководил мужской сборной с 2008 по 2010 гг., параллельно выходя на поле в качестве капитана национальной команды[14].
- Сугао Камбэ руководил мужской сборной по ходу 2009 года[15].
- Иоганн Нойтзел руководил мужской и женской сборной с марта 2013 года по 2015 год.[16].
- Ку Луам Кхен руководит мужской и женской сборной с 2015 года по настоящее время[13].